# Szczawnica
Szczawnica je lázeňské město v Polsku v Malopolském vojvodství v okrese Nowy Targ. Je sídlem stejnojmenné městsko-vesnické gminy. Leží na řece Grajcarek na rozhraní Pienin a Sadeckých Beskyd. V roce 2024 zde žilo 5 208 obyvatel.

## Poloha
Szczawnica leží na rozhraní mezi dvěma středoevropskými pohořími – Západními Beskydami a Pieninami. Centrum města se rozprostírá kolem potoka Grajcarka, který je levým přítokem Dunajce, jež tvoří ze správního hlediska západní hranici města.

## Historie
První zmínka je z roku 1413, ovšem zdejší osídlení je nepochybně starší. Od první poloviny devatenáctého století fungují ve městě lázně.

## Partnerská města
- Harkány, Maďarsko
- Chmilnyk, Ukrajina
- Lesnica, Slovensko
- Oliveto Citra, Itálie
- Perleberg, Německo
- Spišská Belá, Slovensko